# Comuna Makovîci, Turiisk
Makovîci (în ucraineană Маковичі) este o comună în raionul Turiisk, regiunea Volînia, Ucraina, formată din satele Lîpa, Makovîci (reședința), Mocealkî, Osekriv și Serkiziv.

## Demografie
Componența lingvistică a satului Makovîci
     Ucraineană (99,78%)
     Alte limbi (0,22%)
Conform recensământului din 2001, majoritatea populației satului Makovîci era vorbitoare de ucraineană (99,78%), existând în minoritate și vorbitori de alte limbi.